# Cheekah Dar
Cheekah Dar (em curdo:  Çîxî Derê / چیخی دەرێ) que significa "tenda preta", é o ponto mais alto do Iraque. Fica na fronteira Irão-Iraque, na cordilheira dos Montes Zagros e tem 3611 m de altitude.
Fica situado a 6 km a norte da aldeia de Gundah Zhur.